# Masová střelba v Rot am See
Při masové střelbě v německém Rot am See bylo 24. ledna 2020 zabito šest lidí a dva další lidé byli zraněni. Podezřelý, 26letý německý občan, byl zatčen poté, co se sám přihlásil policii. 

## Střelba
Střelba proběhla uvnitř restaurace a za restaurací. Motivem střelby byly nejspíše rodinné spory. Byli zabiti tři muži a tři ženy ve věku od 36 do 69 let. Oběti byly střelcovými příbuznými, byli mezi nimi i jeho rodiče. Střelba proběhla kolem 12:45 UTC (11:45 GMT).
Německé úřady v sobotu usilovně vyšetřovaly motivaci střelby. Kriminolog a kriminální psycholog Rudolf Egg uvedl, že střelec jednal impulzivně a výbušně a vylučoval možnost, že útok byl připraven.

### Oběti
Tři z obětí byli muži ve věku 36, 65 a 69 let, další tři byly ženy ve věku 36, 56 a 62 let. Policie potvrdila, že dva ze zesnulých jsou rodiče podezřelého. 
Další dvě oběti střelbu přežily a byly převezeny do místní nemocnice, osmašedesátiletý muž ve vážném stavu. Uvnitř domu byli dva lidé a čtyři lidé před ním. Obě zraněné oběti byly muž a žena, o nichž úřady uvedly, že „nejsou místní“. Úředníci se snažili zjistit, jaký vztah měli k podezřelému.
V sobotu večer, den po události, zapálili místní obyvatelé na památku obětem svíčky před domem v Bahnhofstraße, kde se tragédie udála.